# كفر هربيط
قرية كفر هربيط هي إحدى القرى التابعة لمركز أبو كبير في محافظة الشرقية في جمهورية مصر العربية. حسب إحصاءات سنة 2006، بلغ إجمالي السكان في كفر هربيط 3154 نسمة، منهم 1584 رجل و1570 امرأة.